# Pałac w Patoce
Pałac w Patoce – zabytkowy pałac w miejscowości Patoka.

## Opis
Neobarokowy, piętrowy pałac wybudowana na rzucie prostokąta, kryty dachem mansardowym z lukarnami. Od frontu pseudoryzalit z balkonem (tarasem) podtrzymywanym przez cztery kolumny. Ryzalit zwieńczony półkolistym szczytem (naczółekiem) ze spływami wolutowymi, zawierającym kartusz z  herbem ks. Huga von Radolin, właściciela od 1894.
Obiekt wybudowany w XIX w. jest częścią zespołu pałacowego, w skład którego wchodzi jeszcze park.

Herb Huga von Radolin